# Lissonota curticauda
Lissonota curticauda là một loài tò vò trong họ Ichneumonidae.